# Момо
Момо (итал. Momo) је насеље у Италији у округу Новара, региону Пијемонт.
Према процени из 2011. у насељу је живело 1971 становника. Насеље се налази на надморској висини од 214 м.

## Становништво
Према резултатима пописа становништва 2011. у општини је живело 2.673 становника.
| 1936. | 1951. | 1961. | 1971. | 1981. | 1991. | 2001. | 2011. |
| ----- | ----- | ----- | ----- | ----- | ----- | ----- | ----- |
| 2.116 | 2.273 | 2.386 | 2.736 | 2.910 | 2.881 | 2.732 | 2.673 |